# Stob Diamh

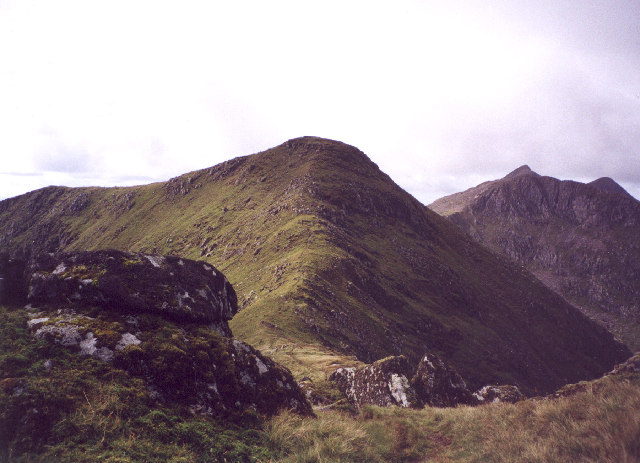
Blick vom 966 m hohen Vorgipfel Sron an Isean zum Hauptgipfel des Stob Diamh, rechts im Hintergrund der Ben Cruachan

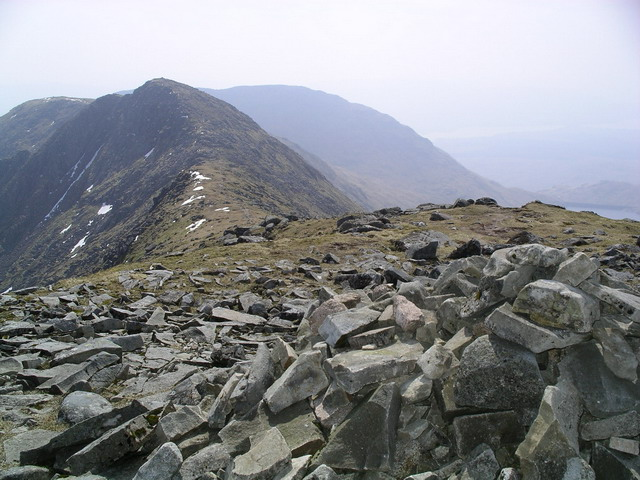
Blick vom Gipfel des Stob Diamh in Richtung Süden über den Grat zum 980 m hohen Vorgipfel Stob Garbh

Der Stob Diamh (teilweise auch Stob Daimh geschrieben) ist ein 988 Meter hoher Berg in den schottischen Highlands. Sein gälischer Name kann etwa mit Spitze des Hirschs übersetzt werden. Der Berg liegt in der Council Area Argyll and Bute und ist als Munro eingestuft.

## Beschreibung
In dem nördlich Loch Awe überragenden Bergmassiv, dessen höchsten Punkt der Ben Cruachan bildet, ist der vor allem im Gipfelbereich felsig durchsetzte Stob Diamh der zentrale, etwas abgesetzt stehende Gipfel des nordöstlichen Teils. Ähnlich wie beim südwestlich benachbarten Ben Cruachan bilden die beiden nach Süden und Nordosten verlaufenden Grate ein hufeisenförmiges, sich zu Loch Awe öffnendes Kar, das Coire Chreachainn. Beide Grate enden in Vorgipfeln, der Südgrat im 980 Meter hohen Stob Garbh; der Nordostgrat im 966 Meter hohen Sron an Isean. Nach Norden fällt der Stob Diamh mit felsdurchsetzten Wänden und mehreren kleinen Graten steil in das in Richtung Loch Etive anschließende Glen Noe ab.

## Aufstieg
Die meisten Munro-Bagger besteigen den Stob Diamh im Rahmen einer Tour über das Cruachan horseshoe in Kombination mit einer Besteigung des Ben Cruachan. Der Anstieg erfolgt entweder über den Verbindungsgrat zwischen beiden Gipfeln mit dem 1009 Meter hohen Drochard Ghlas, einem dem Ben Cruachan zugeordneten Vorgipfel, oder über den Südgrat, der mit einem Anstieg ausgehend von Loch Awe östlich am Cruachan Reservoir vorbei, dem oberen Speicherbecken des Pumpspeicherkraftwerks Cruachan Power Station erreicht wird. In beiden Fällen ist der Ausgangspunkt der nur im Sommer bediente Eisenbahnhaltepunkt Falls of Cruachan an der Zweigstrecke der West Highland Line nach Oban. Weniger begangen ist der Anstieg aus Richtung Osten, ausgehend von einem Parkplatz an der A85 westlich von Dalmally.